# Alfred Dodds
Pour les articles homonymes, voir Dodds.
 (décembre 2023).
Alfred Amédée Dodds, né à Saint-Louis du Sénégal le 6 février 1842 et mort à Paris le 17 juillet 1922, est un général français, grand-croix de la Légion d'honneur et médaillé militaire.
Métis par ses deux parents, après s'être distingué comme capitaine durant la Guerre de 1870, il est commandant supérieur des troupes françaises au Sénégal à partir de 1888, puis, commandant en chef de la seconde expédition du Dahomey (actuel Bénin), il   mène la conquête du territoire entre 1892 et 1894, en déposant le roi Béhanzin.  Promu général de division en 1899, il est commandant supérieur des troupes en Indochine en 1900-1902. Élevé à la dignité de  grand-croix de la Légion d'honneur en juillet 1902 et nommé commandant du corps d'armée des troupes coloniales le même mois, il est membre du conseil supérieur de la guerre de 1904 jusqu'en 1907, date à laquelle il est décoré de la médaille militaire puis placé dans la réserve.
Vingt-six œuvres d'art collectées par Alfred Dodds lors de ses campagnes militaires sont offertes par lui au musée du Trocadéro en 1893 et 1895, puis détenues par le musée du Quai Branly. Elles sont restituées au Bénin en 2021.

## Biographie

### Famille
Alfred Dodds est le fils de Antoine Henri (ou Henry) Dodds (1818-1882), négociant, métis, quarteron, dernier directeur de la Poste à Saint-Louis (avant sa fusion avec le télégraphe), et de Charlotte Billaud de la Chapelle (1823-1890), métisse ou signare, ou mulâtresse, de père français né à la Grenade et de mère issue d'une vieille famille franco-sénégalaise. 
Il naît en 1842, aîné d'une famille qui comptera dix enfants. 
Son grand-père, John Dodds (1790-1874), officier britannique, aide-de-camp du dernier gouverneur anglais à Saint-Louis, avait épousé une Sénégalaise, Sophie Feuilletaine (1797-1866), fille d'un officier puis négociant d'origine lorraine et d'une femme peule.

### Formation
Il est versé dans l'infanterie de marine à sa sortie de Saint-Cyr en 1862. Lieutenant le 25 octobre 1867, il est affecté à La Réunion ; il se distingue lors de la répression d'une insurrection débutée en décembre 1868. Blessé à la tête, il empêche sa section de tirer sur la foule. Il est proposé au grade de capitaine.

### Guerre de 1870
Promu capitaine le 25 décembre 1869, il se distingue durant la guerre de 1870 à Bazeilles et il est fait chevalier de la Légion d'honneur. Il s'évade après la capitulation de Sedan et rejoint l'armée de la Loire puis celle de l'Est. Il est interné en Suisse à la fin de la guerre, en février 1871. Puis il fait partie de l'armée de Versailles qui fait le siège de la commune de Paris.

### Premières campagnes en Afrique
Il est en poste au Sénégal de 1871 à 1874, puis à Brest de 1874 à 1876, puis à Cherbourg et à Toulon. Chef de bataillon le 13 août 1878, il participe aux opérations de la Casamance entre 1877 et 1878  et se distingue à l'assaut de Moricounda. Il retourne au Sénégal entre 1881 et 1883 et commande un bataillon de tirailleurs sénégalais. Il est nommé lieutenant-colonel le 25 mai 1883 et promu officier de la Légion d'honneur en décembre.

### Commandant du 2erégiment de tirailleurs tonkinois (1886-1887)
De décembre 1886 à février 1887, commandant du 2e régiment de tirailleurs tonkinois, il participe aux opérations dans le delta du Tonkin à Ba-Dinh. Il est promu colonel le 2 septembre 1887, à 45 ans, et rentre en France en 1888.

### Commandant supérieur des troupes au Sénégal (1888-1891)
En décembre 1888, il est nommé commandant supérieur des troupes au Sénégal. Il pacifie le Fouta-Djalon en Guinée en 1891. 
De retour en France en octobre 1891, il prend le commandement du 8e régiment d'infanterie de marine à Toulon et est fait commandeur de la Légion d'honneur en décembre.

### Conquête du Dahomey (1892-1894)

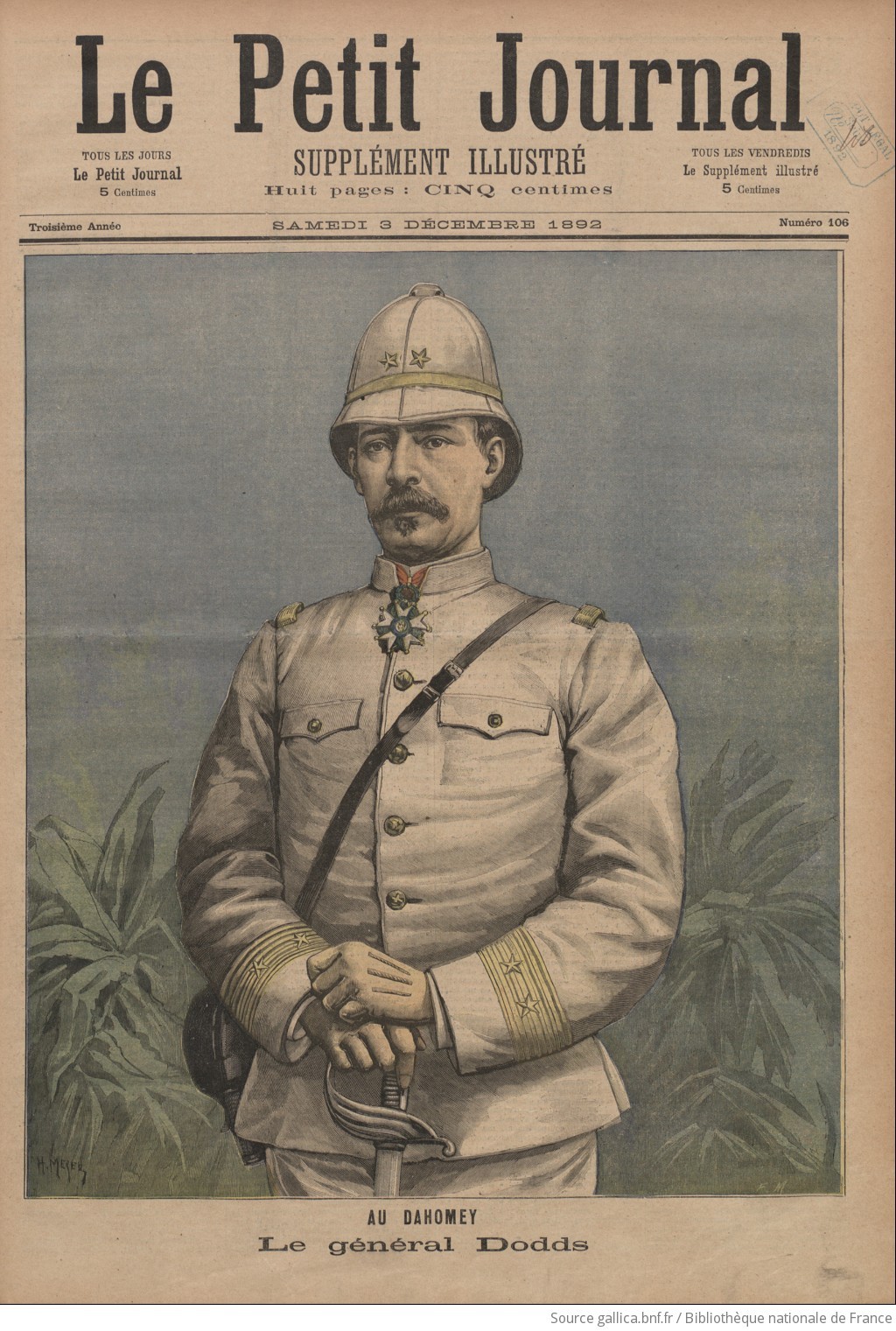
Une du Petit journal - supplément illustré du 3 décembre 1892 - Au Dahomey. Le général Dodds.

En avril 1892, il est nommé commandant supérieur des établissements français du Bénin (Royaume du Dahomey) et commandant en chef de la deuxième expedition au Dahomey. Un débat a lieu quelques mois plus tard à la Chambre des députés afin de pouvoir confier à Dodds le commandement des troupes de mer en plus de celui des troupes terrestres. La décision est prise et le ministre de la Marine Godefroy Cavaignac (1853-1905), qui souhaitait un commandement séparé, démissionne en septembre,. 

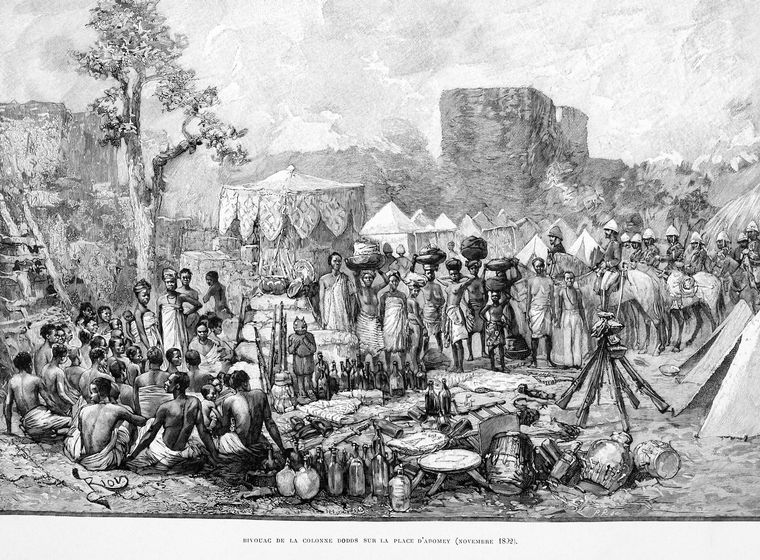
Bivouac de la colonne Dodds sur la place d'Abomey (novembre 1892).

Dodds prend la ville royale d'Abomey, capitale du royaume du Dahomey le 17 novembre 1892, dépose le roi Béhanzin qui prend le maquis, libère ses esclaves et permet la renaissance de royaumes soumis par le Dahomey (Kétou...), met fin aux sacrifices humains. Il est nommé général de brigade le 9 novembre 1892, après la prise de la ville sainte de Cana (ou Kana) puis fait grand officier de la Légion d'honneur en décembre. 

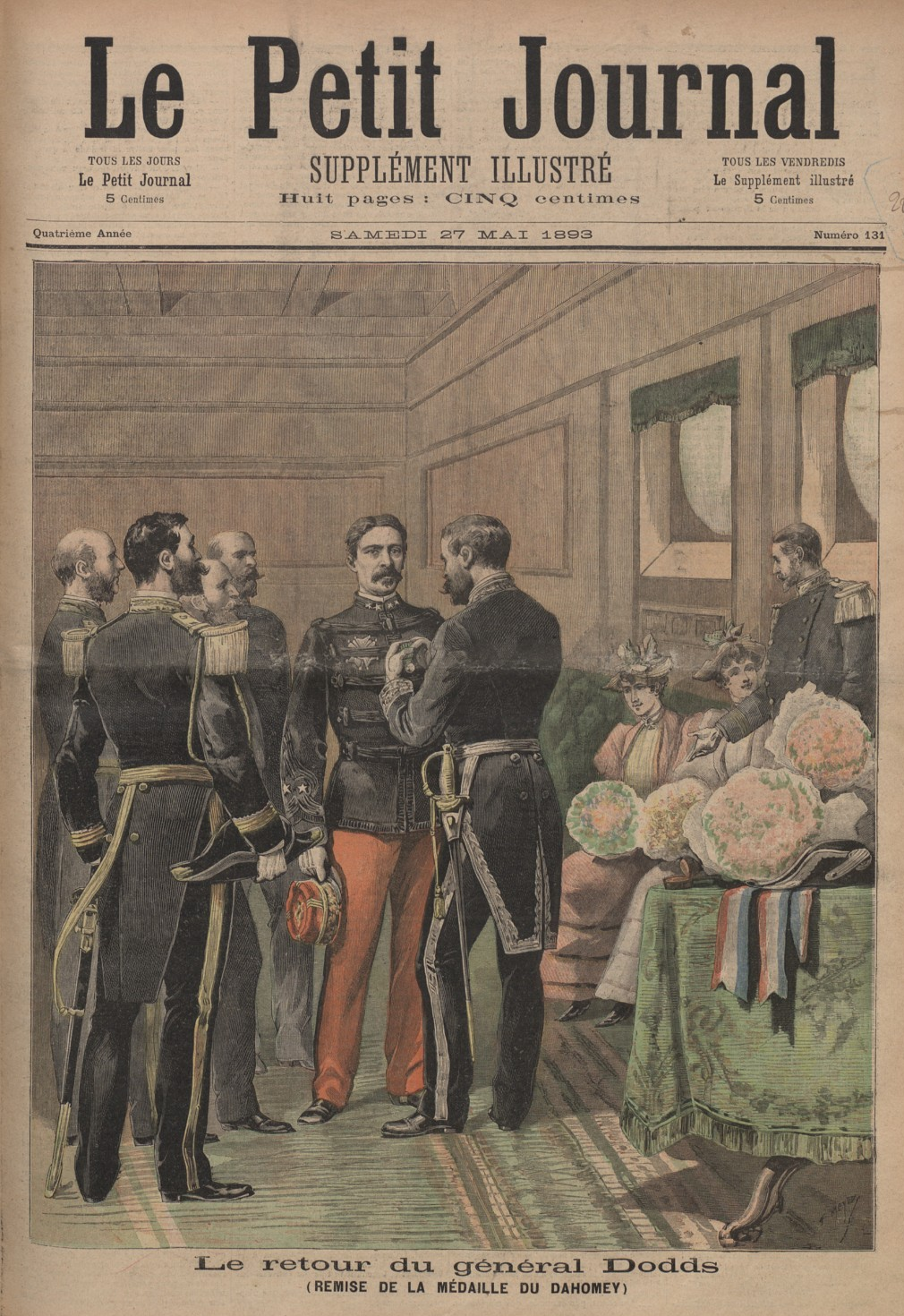
Une du Petit journal - supplément illustré du 27 mai 1893 - Le général Dodds reçoit la Médaille du Dahomey.

L'amiral Henri Rieunier, ministre de la Marine, charge le 11 mai 1893 au matin Hanès, commissaire de la marine, de remettre au général Dodds, de retour de Dahomey à bord du paquebot le Thibet, dans le port de Marseille, la première médaille commémorative de l'expédition.
Une troisième expédition, menée par Dodds, d’octobre 1893 à janvier 1894 a pour but de capturer Behanzin. Le 15 janvier 1894, un nouveau roi de Dahomey, allié à la France, est mis en place et Béhanzin se rend puis  le protectorat français sur le Dahomey est proclamé.

### Commandant supérieur des troupes en Indochine (1896, 1900-1902)
Adjoint à l'inspecteur général des troupes de marine en septembre 1894, il reçoit en avril 1896 le commandement supérieur des troupes en Indochine. Il est rappelé peu après et remplacé par le général de division Bichot en septembre. Cette affaire suscite des interrogations dans la presse de l'époque qui soupçonne « une question de race » d'être à l'origine de ce rappel. Il rentre en France et est mis en disponiblité en novembre.
Promu général de division le 12 août 1899, il retrouve en septembre 1900 son poste de commandant supérieur des troupes en Indochine, en remplacement du général Borgnis-Desbordes, poste qu'il conserve jusqu'en septembre 1902. 

### Commandant du Corps d'armée des troupes coloniales (1902-1904)
Il est élevé à la dignité de  grand-croix de la Légion d'honneur le 11 juillet 1902 et nommé commandant du corps d'armée des troupes coloniales le même mois.

### Membre du Conseil supérieur de la guerre (1904-1907)
En 1904, il devient membre du conseil supérieur de la guerre jusqu'en 1907.
Il est décoré de la médaille militaire le 11 janvier 1907, distinction suprême pour un officier général, et passe dans la réserve en février.
Il meurt à Paris le 17 juillet 1922, au domicile de ses neveux, âgé de 80 ans.

## Les donations Dodds restituées au Bénin
Alfred Dodds fait deux donations d’œuvres au musée du Trocadéro, à Paris, en deux versements : huit pièces en 1893, dix-huit en 1895. En 1893, il donne « trois statues mi-homme, mi-animal, quatre portes du palais et un siège royal », et, en 1895, « trois récades, six autels portatifs, des calebasses gravées, les trônes des rois Ghézo et Glélé, un repose-pieds, un fuseau, un métier à tisser, une tunique et un pantalon de soldat ». 
Le transfert de propriété de ces œuvres, considérées comme « butin de guerre », est rendu possible par une loi adoptée par le parlement le 17 décembre 2020 et promulguée le 24 décembre 2020.
En octobre 2021, le musée du Quai Branly organise une exposition de ces 26 œuvres des trésors royaux d’Abomey avant leur restitution. Elles sont restitués au Bénin en novembre 2021.

## Hommages
En 1935, l'avenue du Général-Dodds dans le 12e arrondissement de Paris, près du musée des colonies, reçoit son nom.

## Décorations
- Médaille militaire (11 janvier 1907)[11],[15]
- Grand-croix de la Légion d'honneur (11 juillet 1902)[11]
  - Grand officier le 14 décembre 1892[11]
  - Commandeur le 30 décembre 1891[11]
  - Officier le 29 décembre 1883[11]
  - Chevalier le 24 décembre 1870[11]

#### Sources externes
- « Cote LH/782/44 », base Léonore, ministère français de la Culture
- Coupures de journaux sur Alfred-Amédée Dodds dans les archives de presse du XXe siècle du ZBW